# 道の駅川俣

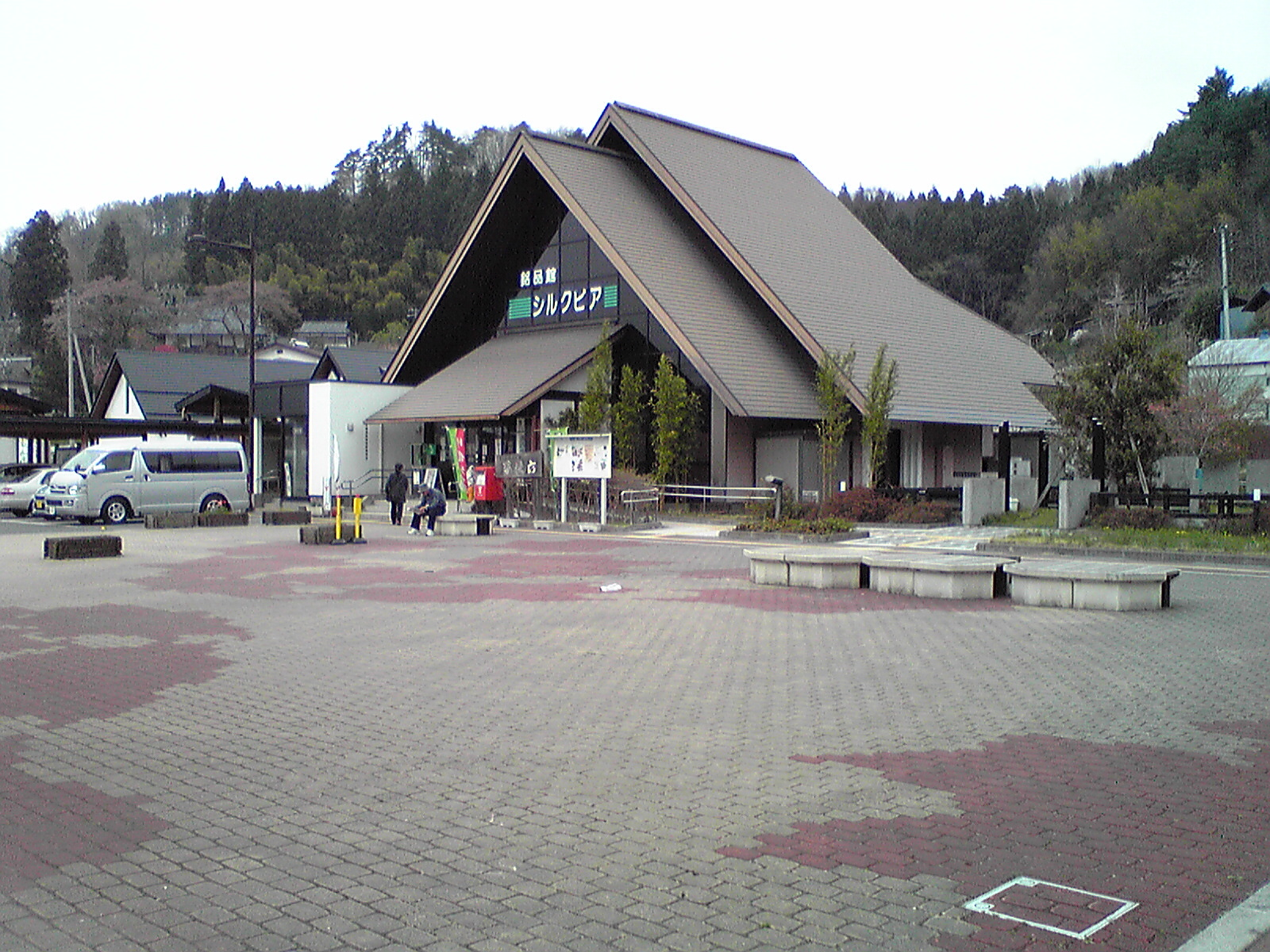
銘品館「シルクピア」

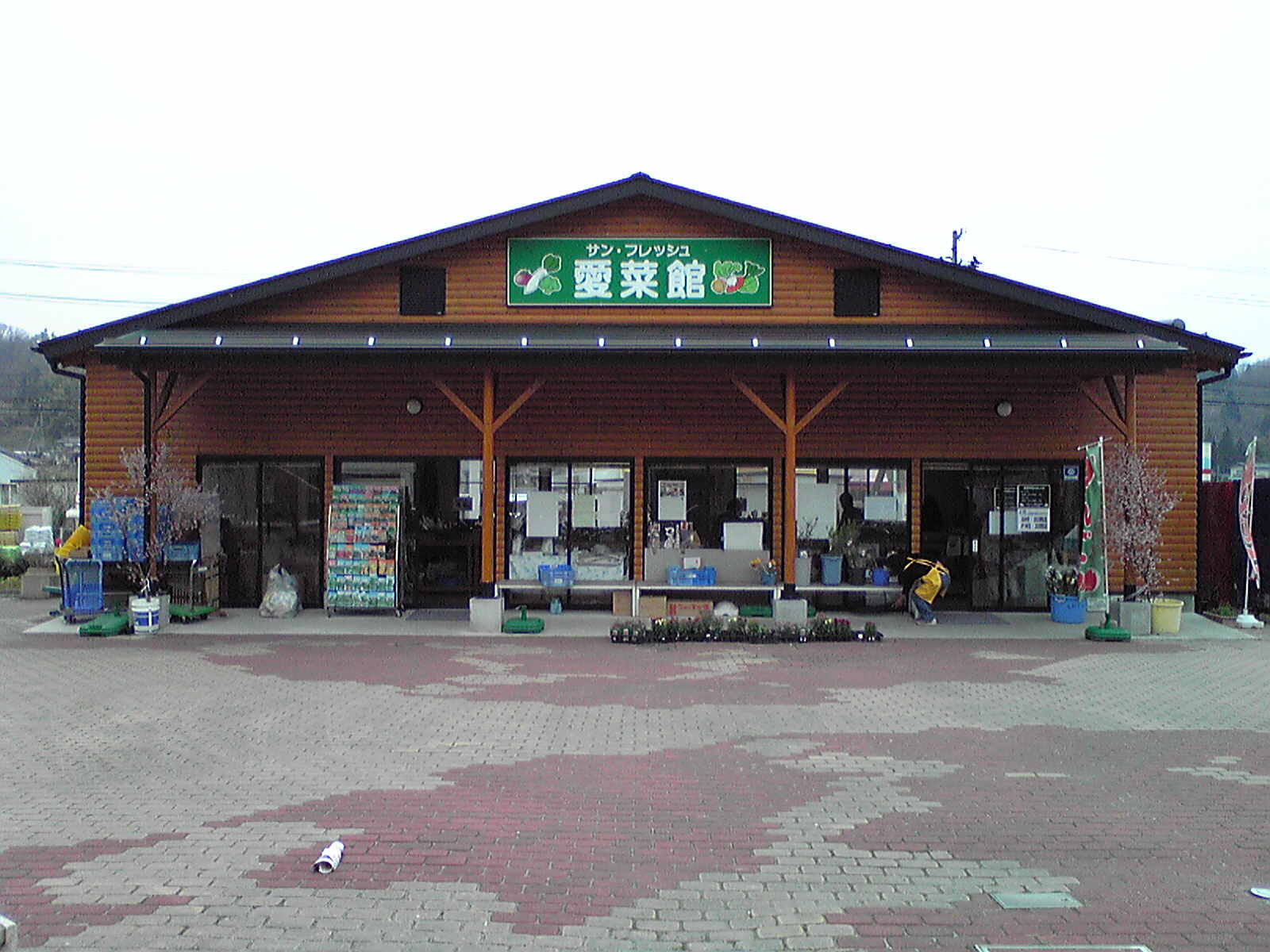
新鮮野菜直売所「愛菜館」

道の駅川俣（みちのえき かわまた）は、福島県伊達郡川俣町にある国道114号の道の駅である。愛称はオアシスinシルクロード。旧鶴沢小学校の跡地に造られた。

## 施設
- 駐車場
  - 普通車：69台
  - 大型車：11台
  - 身障者用：3台
- トイレ：42器
  - 身障者用：6器
- 公衆電話：1台
- 物産館
  - かわまた銘品館シルクピア
  - レストランコーナー「蕎麦六」（11:30 - 14:00）
- イベント広場
- おりもの展示館（9:00 - 17:00）
- 軽食コーナー
- 体験館「からりこ館」（9:00 - 17:00）
- 新鮮野菜直売所「愛菜館」（11:00 - 18:00）

## 休館日
- 第3月曜日・12月31日・1月1日

## 道路
- 国道114号
  - 福島県道39号川俣安達線

## 周辺
- かわまたおりもの展示館
- 花塚山
- 福島警察署川俣分庁舎
- 川俣町役場
- 済生会川俣病院